# Dana Ashbrook
Pour les articles homonymes, voir Ashbrook.
Dana Ashbrook est un acteur américain, né le 24 mai 1967 à San Diego (Californie), connu pour avoir interprété le rôle Bobby Briggs dans la série Mystères à Twin Peaks et le film Twin Peaks: Fire Walk with Me.

## Filmographie

### Cinéma
| Année | Titre                                                             | Rôle                     | Réalisateur        | Notes         |
| ----- | ----------------------------------------------------------------- | ------------------------ | ------------------ | ------------- |
| 1978  | L'Attaque des tomates tueuses (Attack of the Killer Tomatoes)     | Garçon sur le bateau     | John De Bello      |               |
| 1988  | Le Retour des morts-vivants 2 (Return of the Living Dead Part II) | Tom Essex                | Ken Wiederhorn     |               |
| 1988  | Waxwork                                                           | Tony                     | Anthony Hickox     |               |
| 1989  | Touche pas à ma fille (She's Out of Control)                      | Joey                     | Stan Dragoti       |               |
| 1989  | Girlfriend from Hell (en)                                         | Chaser                   | Dan Peterson       |               |
| 1990  | Sundown (en) (Sundown: The Vampire in Retreat)                    | Jack                     | Anthony Hickox     |               |
| 1990  | Ghost Dad                                                         | Tony Ricker              | Sidney Poitier     |               |
| 1990  | The Willies (en)                                                  | Tough Dude               | Brian Peck         |               |
| 1992  | Twin Peaks: Fire Walk with Me                                     | Bobby Briggs             | David Lynch        |               |
| 1994  | Cityscrapes: Los Angeles                                          | Hipster                  | Michael Becker     |               |
| 1994  | The Coriolis Effect (en)                                          | Ray                      | Louis Venosta      |               |
| 1995  | Comfortably Numb                                                  | William Best             | Gavin O'Connor     |               |
| 1998  | Interstate 5                                                      | Seth                     | Brad Vanderburg    |               |
| 1999  | Blink of an Eye                                                   | Mikey                    | Van Fischer        |               |
| 2001  | Puzzled                                                           | Ryan                     | Tosca Musk         |               |
| 2001  | Boa (New Alcatraz)                                                | Kelly Mitich             | Phillip J. Roth    |               |
| 2002  | The Last Place on Earth                                           | Rob Baskin               | James Slocum       |               |
| 2002  | Les anges ne dorment pas (Angels Don't Sleep Here)                | Michael / Jessie Daniels | Paul Cade          |               |
| 2002  | Python 2 : Le parfait prédateur (Python II)                       | Dwight Stoddard          | Lee Alan McConnell |               |
| 2005  | Inner Balance                                                     | Mike                     | Josh Eisenstadt    | court métrage |
| 2010  | Darkmatter                                                        | Rogaski                  | D.C. Marcial       | court métrage |
| 2019  | Ice Cream in the Cupboard                                         | Pat                      | Drew Pollins       |               |
| 2022  | Please Baby Please                                                | Cal                      | Amanda Kramer      |               |

### Télévision
| Année | Titre                                                        | Rôle                        | Réalisateur/Créateur   | Notes                                                           |
| ----- | ------------------------------------------------------------ | --------------------------- | ---------------------- | --------------------------------------------------------------- |
| 1986  | Cagney et Lacey (Cagney & Lacey)                             | Kevin Slade                 | Alexander Singer       | épisode 5.20 Capitalism                                         |
| 1987  | Côte Ouest (Knots Landing)                                   | adolescent                  |                        | épisodes 8.16, 8.17                                             |
| 1987  | ABC Afterschool Specials                                     | Brian                       | Victoria Hochberg      | épisode 16.1 Just a Regular Kid: An AIDS Story                  |
| 1988  | 21 Jump Street                                               | Mark Stevens                | Bill Corcoran          | épisode 3.05 Naître ou ne pas naître                            |
| 1990  | Mystères à Twin Peaks (Twin Peaks)                           | Bobby Briggs                | David Lynch Mark Frost | série télévisée (1990–1991)                                     |
| 1991  | The Hidden Room                                              | Matt                        | Jorge Montesi          | épisode 1.8 Taking Back the Night                               |
| 1992  | Jack's Place                                                 | Joe Riley                   |                        | épisode 1.5 Forever                                             |
| 1992  | Bonnie & Clyde: The True Story                               | Clyde Barrow                | Gary Hoffman           | téléfilm                                                        |
| 1993  | Desperate Journey: The Allison Wilcox Story                  | Marc                        | Dan Lerner             | téléfilm                                                        |
| 1994  | Golden Gate                                                  | Rudi Venera                 | Randall Zisk           | pilote non retenu                                               |
| 1995  | W.E.I.R.D. World                                             | Dylan Bledsoe               | William Malone         | pilote non retenu                                               |
| 1996  | Au-delà du réel : L'aventure continue / The Outer Limits     | Caïn                        | Mario Azzopardi        | Épisode 2.02 : Résurrection.                                    |
| 1997  | Crisis Center                                                | Off. Gary McDermott         |                        | série télévisée                                                 |
| 1998  | Welcome to Paradox                                           | Stu Clemens                 | Jorge Montesi          | épisode 1.13 Into the Shop                                      |
| 2000  | Le Caméléon (The Pretender)                                  | Cam Larsen                  | Rodney Charters        | épisode 4.08 Le négociateur                                     |
| 2001  | Jack and Jill                                                | Frank                       |                        | épisode 2.01 Mariage et conséquence                             |
| 2001  | Charmed                                                      | T.J.                        | Mel Damski             | épisode 3.15 Mariés à tout prix                                 |
| 2002  | Dawson (Dawson's Creek)                                      | Rich Rinaldi                | Kevin Williamson       | série télévisée (2002-2003)                                     |
| 2004  | Division d'élite (The Division)                              | Carl                        | Aaron Lipstadt         | épisode 4.09 Trafic                                             |
| 2006  | Deadwood                                                     | Hearst Goon                 | Mark Tinker            | épisode 3.12 Il veut une belle histoire                         |
| 2007  | New York, unité spéciale (Law & Order: Special Victims Unit) | Paddy Kendall               | Peter Leto             | épisode 8.15 Un bébé disparait                                  |
| 2007  | Head Case (en)                                               | Lui-même                    | Jason Farrand          | épisode 1.05 Ralph Macchio and Liz Phair - également scénariste |
| 2007  | Kill Point : Dans la ligne de mire (The Kill Point)          | Tony                        | Steve Shill            | série télévisée                                                 |
| 2009  | Crash                                                        | Jimmy                       | Glen Mazzara           | série télévisée                                                 |
| 2017  | Twin Peaks: The Return (saison 3)                            | Shérif Adjoint Bobby Briggs | David Lynch Mark Frost | série télévisée                                                 |